# Postteken van Japan
〒 (郵便マーク, Yūbin māku) is het dienstmerk van Japan Post, het nationale postbedrijf in Japan. Het wordt ook gebruikt om een Japanse postcode mee aan te duiden. Het merkteken is een gestileerde katakana lettergreep te (テ) uit het woord teishin (逓信 communicatie). Het teken is van voor de Tweede Wereldoorlog. Gedurende die periode was het niet ongewoon dat mensen niet konden lezen. Het katakana symbool werd daarom gebruikt omdat het gemakkelijker te herkennen was dan een kanji.

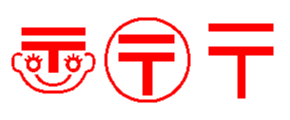
Verschillende varianten van het 〒 teken.

Om een postcode aan aan te geven wordt het teken voor de code geschreven. Als voorbeeld, het gebied (Mita) in Meguro zou de postcode 〒153-0062 hebben om post naar dat gebied te sturen. Omdat dit teken zo belangrijk is in Japan is het toegevoegd aan de Japanse tekencodering voor computers.
- Het teken 〒 wordt gebruikt in teksten om een Japanse postcode aan te geven.
- Het teken 〠 wordt gebruikt op postzegels
- Het teken 〶 wordt gebruikt op landkaarten op postkantoren aan te geven.

## Code
| Symbool | Unicode | JIS X 0213 | SGML              | Naam                |
| ------- | ------- | ---------- | ----------------- | ------------------- |
| 〒      | U+3012  | 1-2-9      | &#x3012; &#12306; | postal mark         |
| 〠      | U+3020  | 1-2-9      | &#x3020; &#12320; | postal mark face    |
| 〶      | U+3036  | 1-2-9      | &#x3036; &#12342; | circled postal mark |

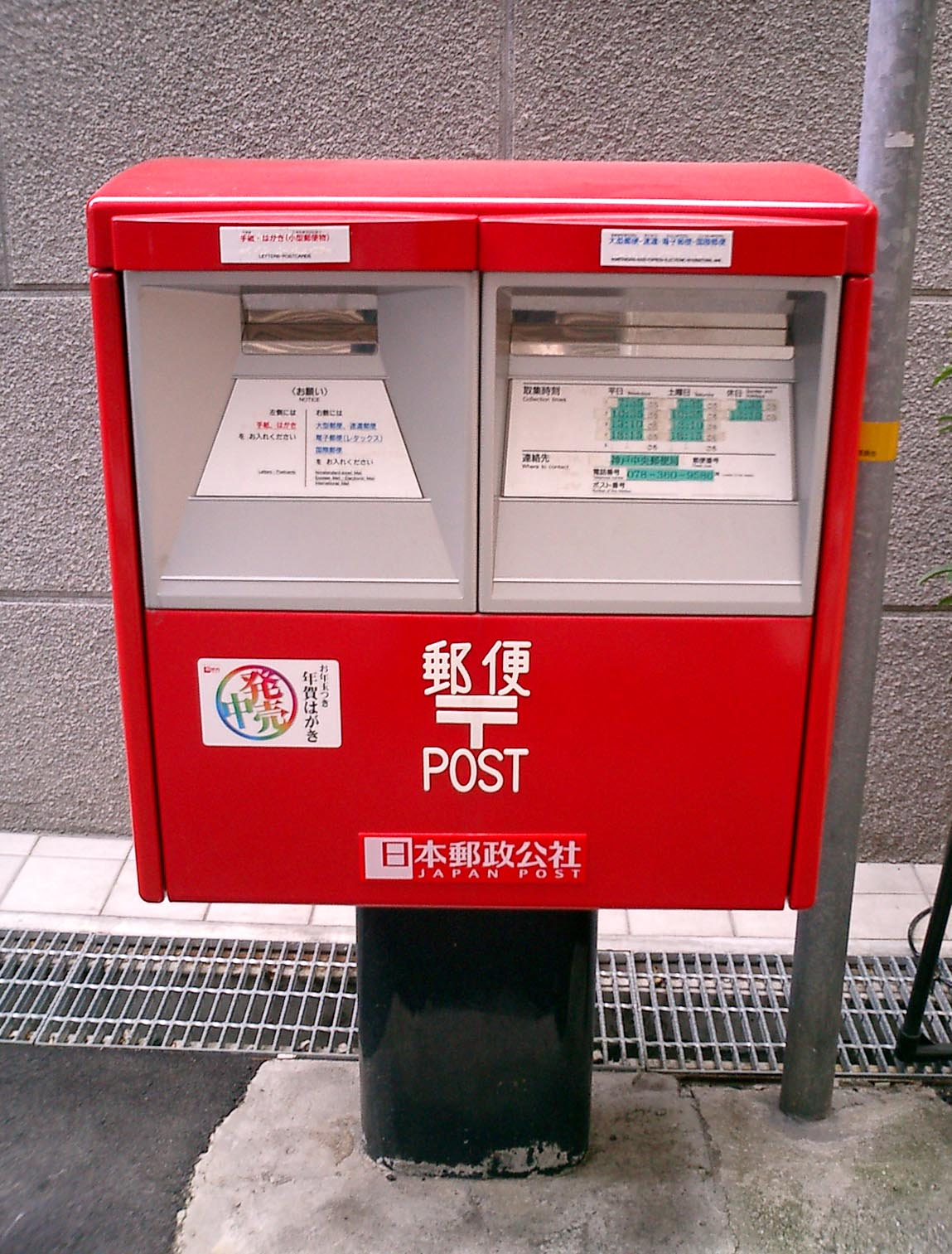
Een postbus in Japan
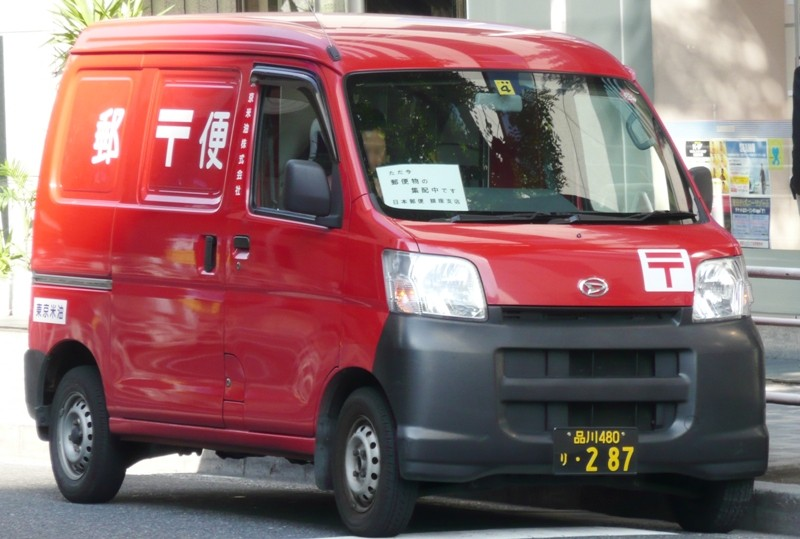
Een Japanse postauto